# American Airlines
American Airlines, Inc. er et amerikansk luftfartsselskab med hovedkvarter i Fort Worth, Texas. Det har destinationer i Nordamerika, Sydamerika, Europa og Asien, og har fem hubs i henholdsvis Chicago O'Hare International Airport (primær udgangspunkt for ruter til Asien og Europa), Lambert-St. Louis International Airport, Luis Muñoz Marín International Airport, Dallas/Fort Worth International Airport og Miami International Airport (de to sidstnævnte som knudepunkter for udenlandske ruter i Amerika). 
I maj 2009 havde American Airlines 620 fly, først og fremmest 272 McDonnell Douglas MD-80 samt 124 Boeing 757. Desuden havde man flere andre Boeing-modeller samt Airbus A300-fly.